# Utica (hrabstwo Winnebago)
Utica – miasto w Stanach Zjednoczonych, w stanie Wisconsin, w hrabstwie Winnebago.